# لاندروفر دي سي 100
لاندروفر دي سي 100 أو ديفاندر كونسبت 100أي لاندروفر ديفاندر الاختبارية، هي سيارة أصدرتها الشركة البريطانية كخليفة سيارة الدفع الرباعي ستارتيك لاند روفر ديفندر. أعلن عن السيارة في معرض فرانكفورت الدولي للسيارات في ستمبر 2011. وضع التصميم جيري ماكغفرن، مدير التصميم في شركة لاند روفر. كانت الشركة أطلقت طرازان اختباريان تحت اسم لاندروفر دي سي 100 ولاندروفر دي سي 100 سبورت المكشوفة بهدف استطلاع الاراء والرغبات من قبل الجمهور والعملاء المحتملين وبهدف وضع اللمسات الاخيرة قبل الإصدار التجاري.

### وصلات خارجية
- موقع لاند روڤر الشرق الأوسط وشمال افريقيا